# Avenue de Stalingrad (Stains)
Pour les articles homonymes, voir Avenue de Stalingrad.
L'avenue de Stalingrad est une voie de communication de Stains. Elle forme la route départementale 29.

## Situation et accès

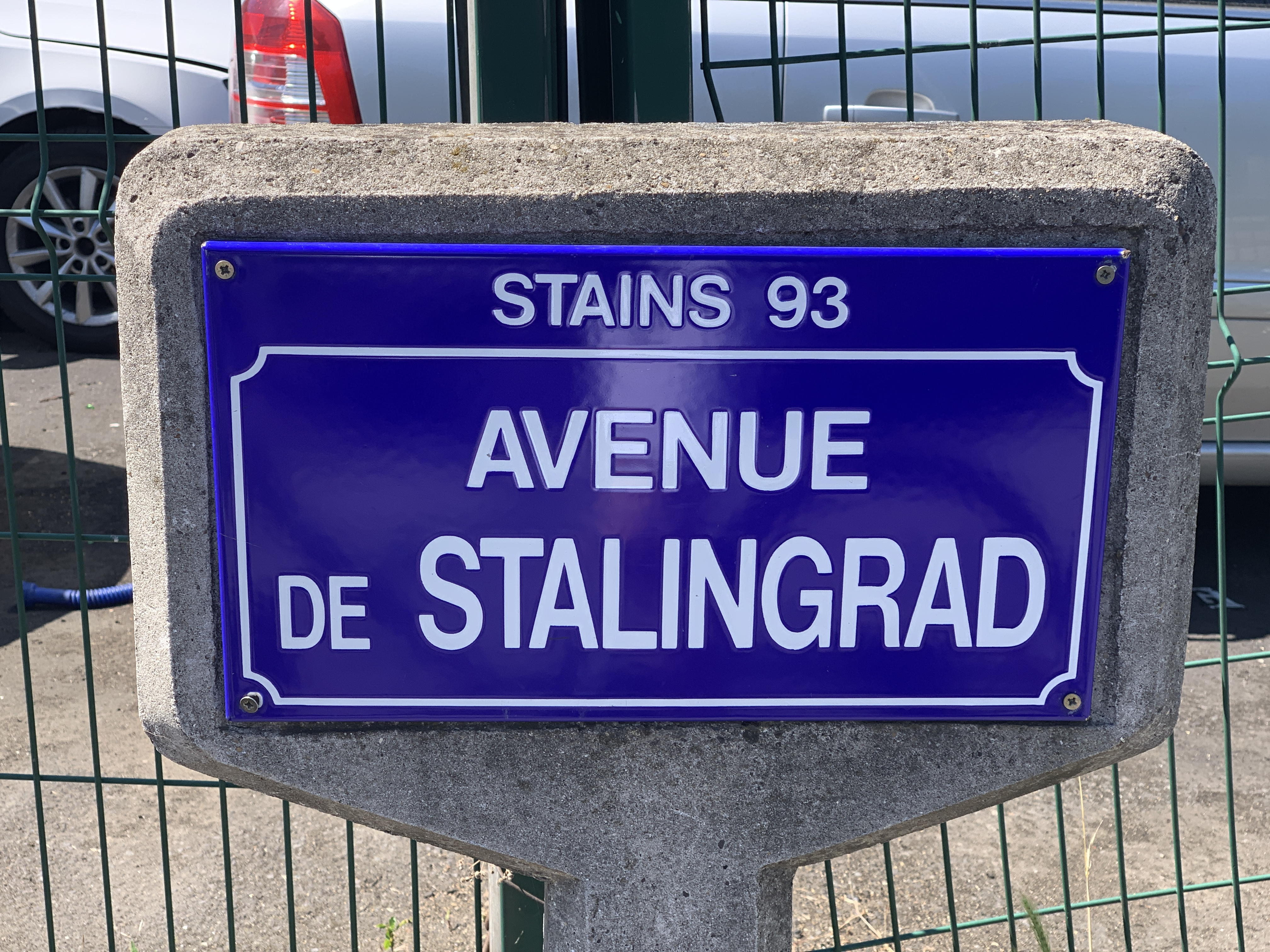
Plaque émaillée de l'avenue de Stalingrad à Stains, en 2020.

Cette avenue est desservie par la gare de Stains-La Cerisaie. Elle croise notamment l'avenue Paul-Vaillant-Couturier (anciennement avenue Hainguerlot) , l'avenue de la Division-Leclerc (anciennement avenue Solon) puis le boulevard Maxime-Gorki (anciennement route d'Aubervilliers).

## Origine du nom

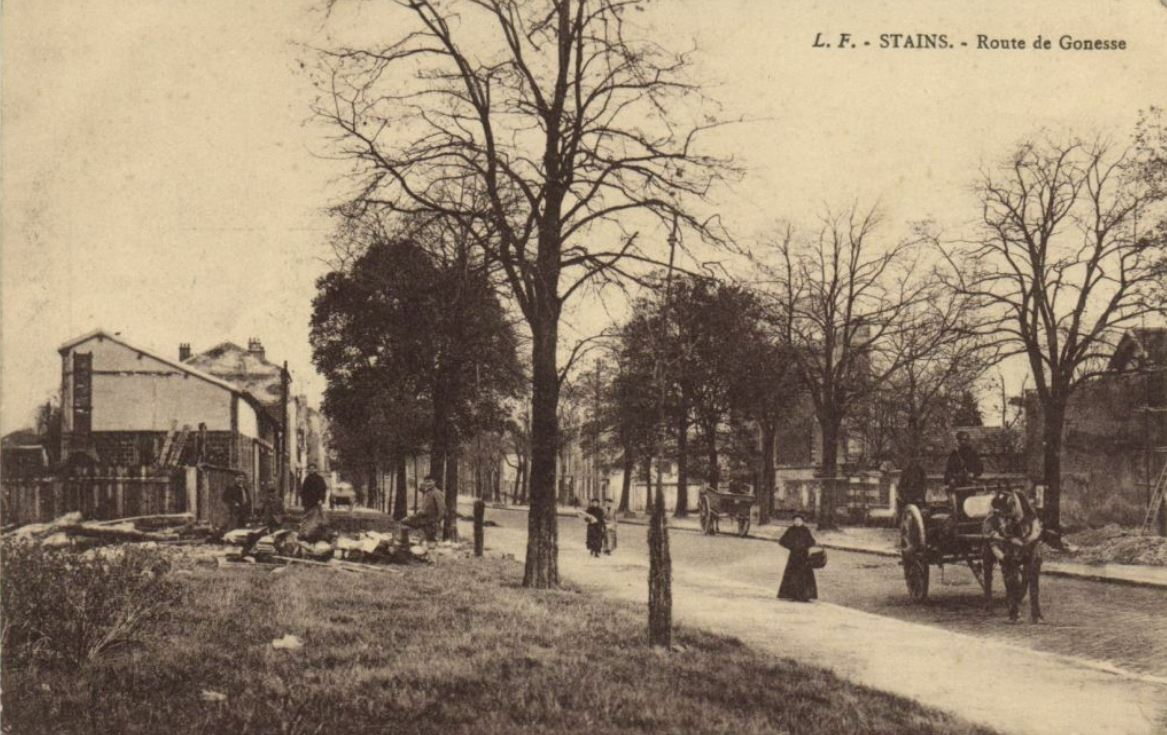
Carriole sur la route de Gonesse.

Le nom de cette avenue commémore la bataille de Stalingrad remportée par l'Union Soviétique sur les armées allemandes du 19 septembre 1942 au 2 février 1943.

## Historique

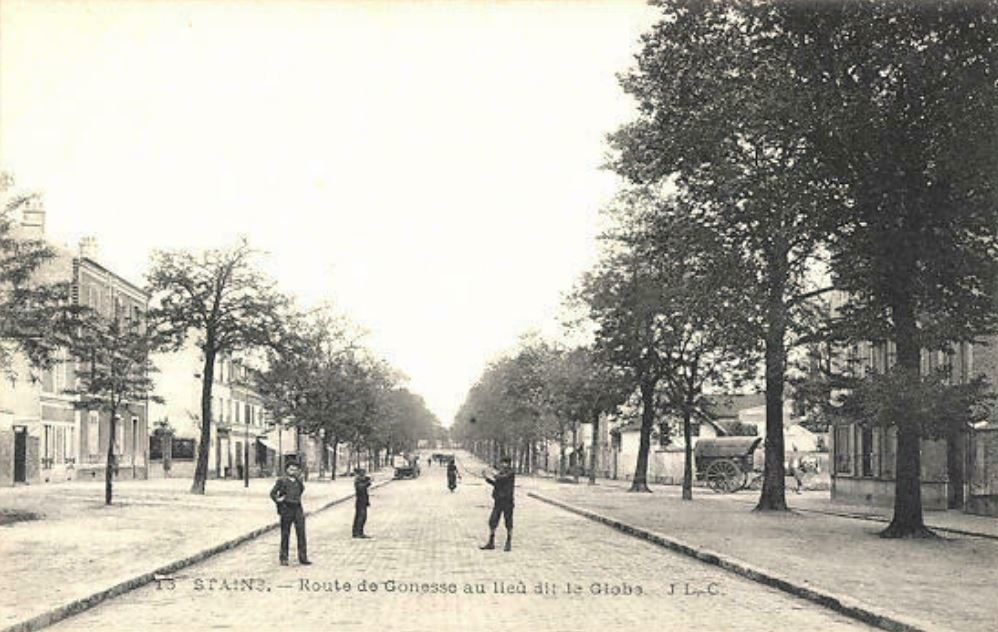
Lieudit Le Globe de Stains. Ce nom, inscrit sur l'atlas cadastral dès 1839, est d'origine inconnue.

Cet axe, autrefois appelé chaussée de Gonesse puis route de Gonesse, était le principal accès vers Saint-Denis.
Au sud de cette route commençait la seigneurie de l’abbaye de Saint-Denis.
Les arbres qui la longeaient faisaient partie du domaine du château de Stains, mis en vente en juin 1801, au sortir de la Révolution.

## Bâtiments remarquables et lieux de mémoire
- Cité-jardin de Stains[2].
- Gare de Stains-La Cerisaie.
- Parc Georges-Valbon.
- À la limite de Saint-Denis, la Ferme Ouverte[3].
- Quartier du Clos Saint-Lazare.
- Emplacement d'une ancienne église, administrée par le vicaire de l'église des Trois-Patrons, et rattachée  en 1697 à la paroisse de Saint-Rémy à Saint-Denis[4].
- Sur l'allée des Guionnes, monument à la mémoire des aéronautes Ottokar-Théodore-Arno de Bradsky et Paul Morin, victimes d'un terrible accident d'aéronef le 13 octobre 1902[5], lorsque la nacelle chuta au lieudit le Globe de Stains[6].

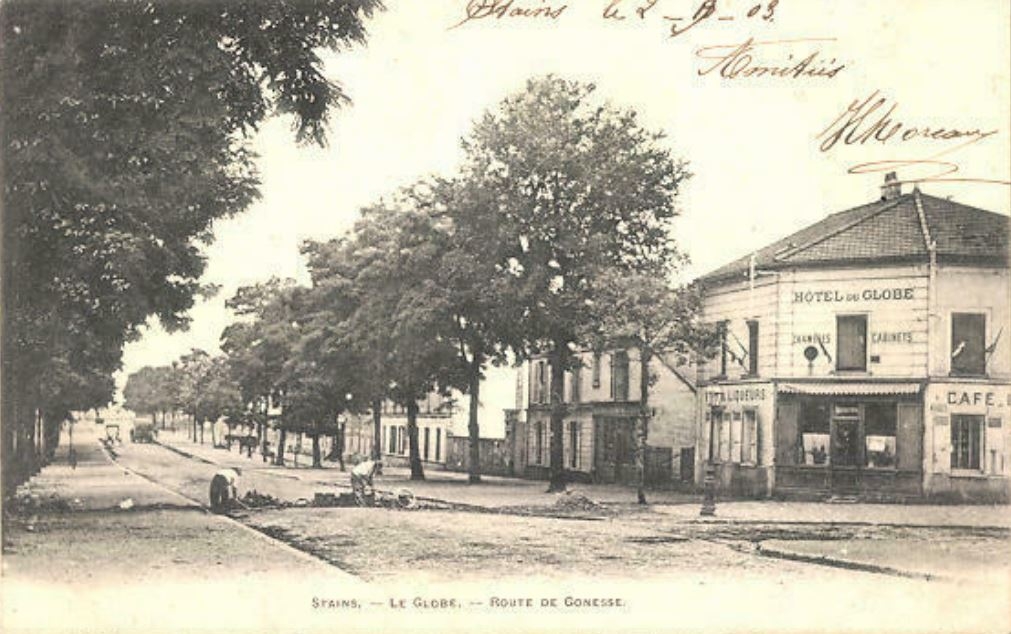
L`hôtel du Globe, vers 1900. Ce bâtiment existe toujours.
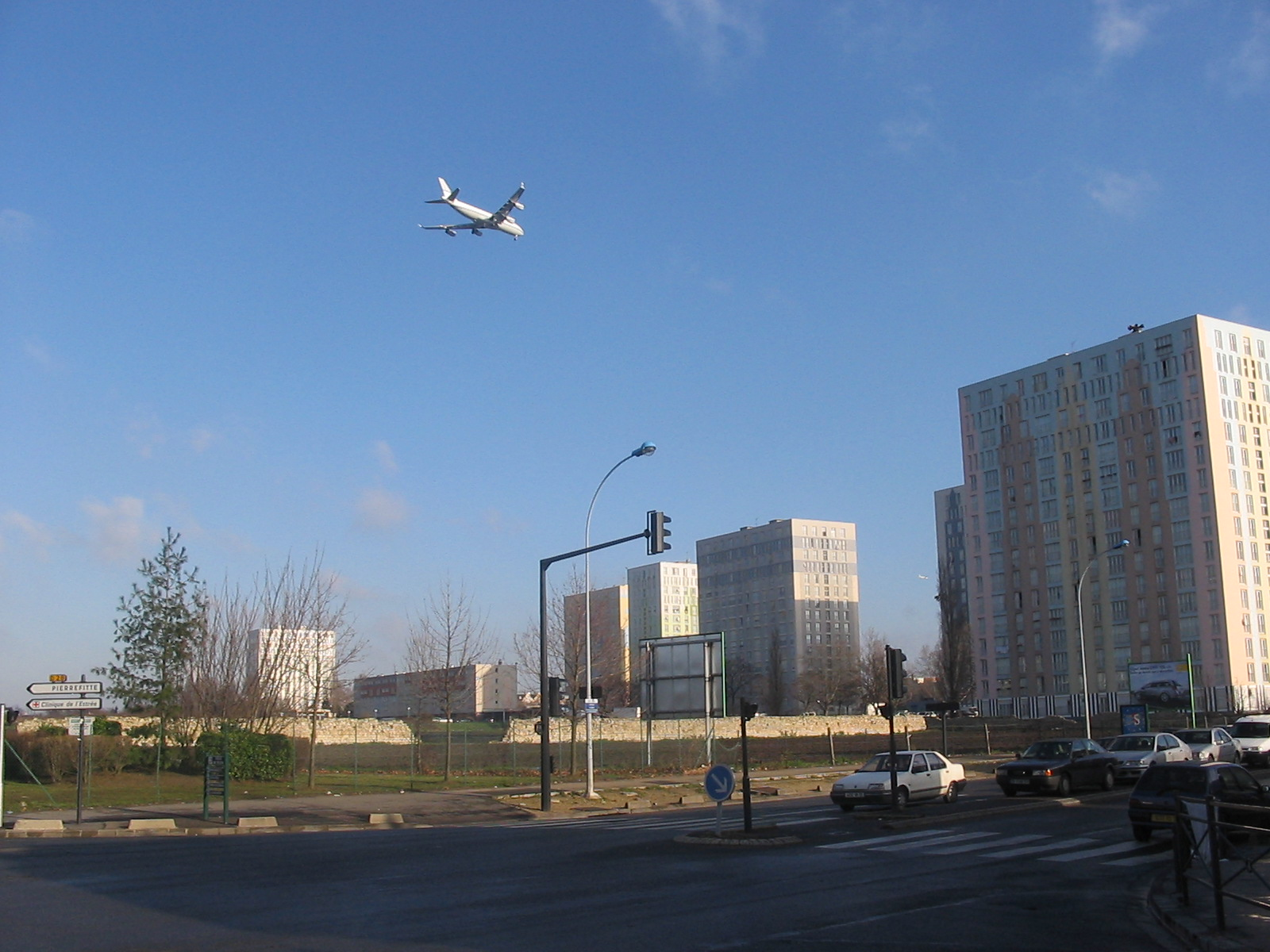
La cité du Clos-Saint-Lazare en 2006.
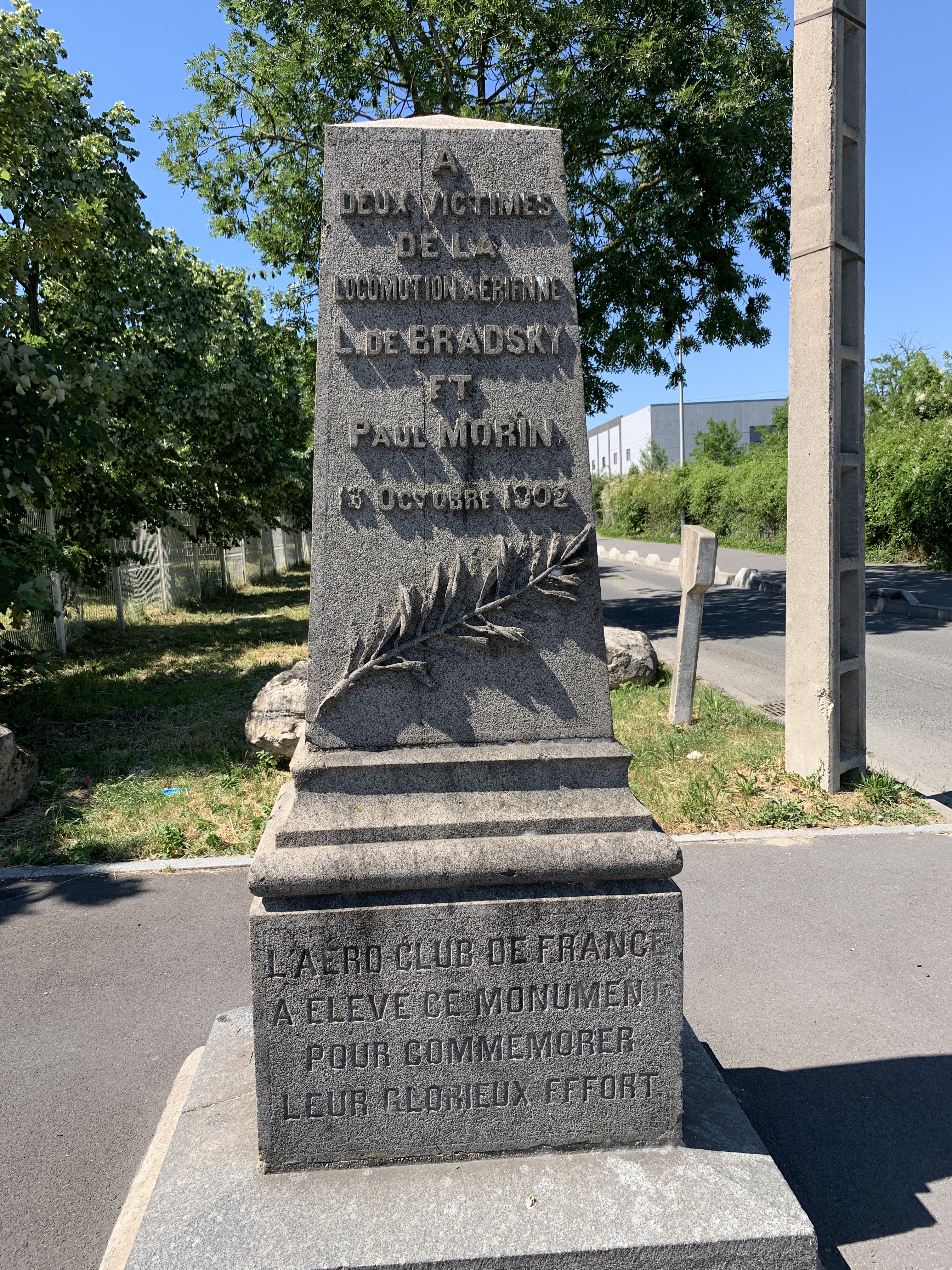
"À Bradsky et Morin", don de l'Aéro-Club de France.